# Yvonne Farrell

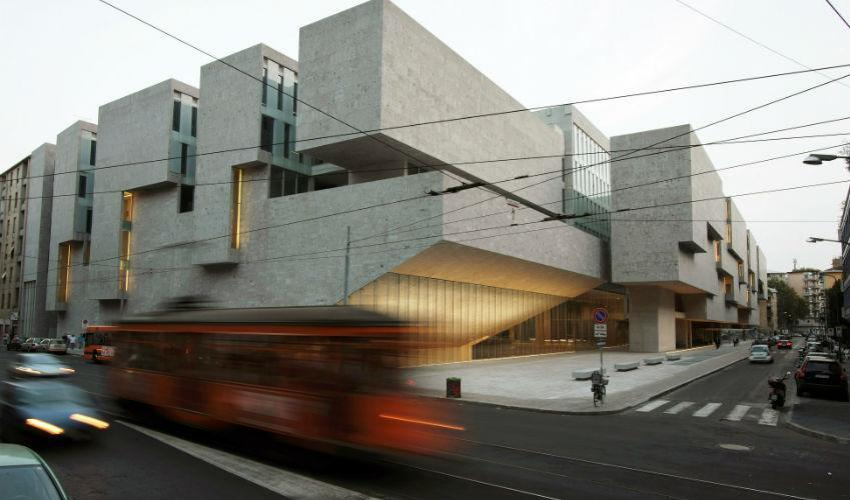
Università Commerciale Luigi Bocconi i Milano, Italien.

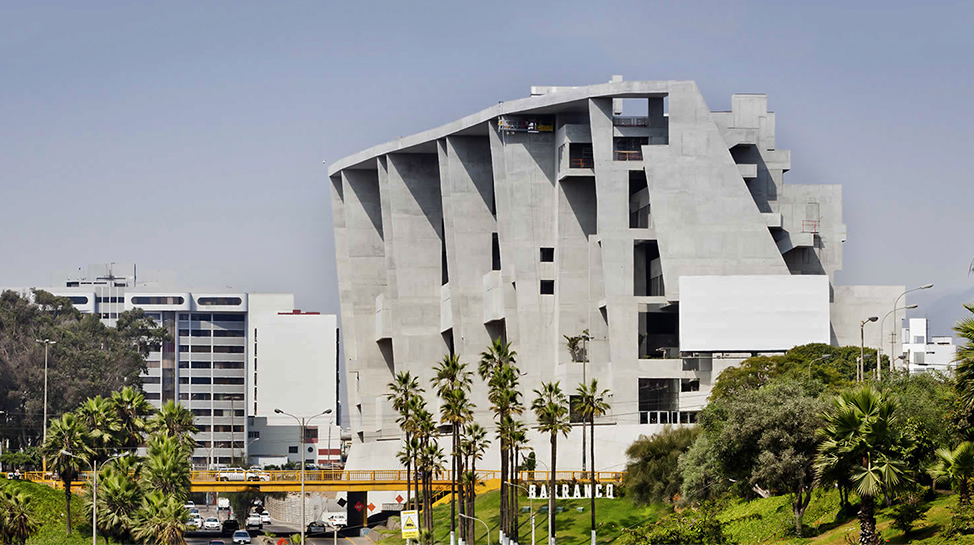
Universidad de Ingeniería y Tecnología, Barranco, Lima, Peru.

Yvonne Farrell, född 1951 i Tullamore i County Offaly, är en irländsk arkitekt, som är medgrundare till Grafton Architects.
Yvonne Farrell utbildade sig i arkitektur på University College Dublin med examen 1974. Tillsammans med Shelley McNamara grundade hon 1977 Grafton Architects i Dublin i Irland. Hon har undervisat på University College Dublin sedan 1976. 
Grafton Architects representerade Irland på Venedigbiennalen 2002 och ställde ut där igen 2008. 
Yvonne Farrell och Shelley McNamara fick Pritzkerpriset 2020.

## Verk i urval
- Loreto Community School, Milford i County Donegal, Irland, 2006
- Solstice Arts Centre, Navan, Irland, 2008
- Università Commerciale Luigi Bocconi, Milano, Italien, 2008
- President's House, University of Limerick, Limerick, Irland
- Medical School, bostäder, piazza och pergola, University of Limerick, Irland, 2012
- Institut Mines Telecom, Paris, Frankrike, 2013
- Universitetscampus, Universidad de Ingeniería & Tecnologia, Lima, Peru, 2015
- Institut Mines Telecom, 2019, Paris Saclay, Frankrike
- Toulouse School of economics, 2019, Toulouse, Frankrike